# Изгори след прочитане
„Изгори след прочитане“ (на английски: Burn After Reading) е американско-британска комедия от 2008 г. на братя Коен. Премиерата е на 27 август 2008 г. на кинофестивала във Венеция, а по кината в САЩ филмът излиза на 12 септември 2008 г.

## Актьорски състав
| Актьор             | Роля              |
| ------------------ | ----------------- |
| Джордж Клуни       | Хари Пфарър       |
| Франсис Макдорманд | Линда Лицке       |
| Джон Малкович      | Озбърн „Ози“ Кокс |
| Тилда Суинтън      | Кати Кокс         |
| Ричард Дженкинс    | Тед Трефон        |
| Брад Пит           | Чад Фелдхаймър    |
| Джей Кей Симънс    | началник в ЦРУ    |
| Елизабет Марвел    | Сандра Пфарър     |

## Награди и номинации
| Категория                               | Номиниран(и)                          | Резултат                              |
| Награда на БАФТА (8 февруари 2009 г.)   | Награда на БАФТА (8 февруари 2009 г.) | Награда на БАФТА (8 февруари 2009 г.) |
| --------------------------------------- | ------------------------------------- | ------------------------------------- |
| Най-добър оригинален сценарий           | братя Коен                            | номинация                             |
| Най-добър актьор в поддържаща роля      | Брад Пит                              | номинация                             |
| Най-добра актриса в поддържаща роля     | Тилда Суинтън                         | номинация                             |
| Златен глобус (11 януари 2009 г.)       |                                       |                                       |
| Най-добър филм – мюзикъл или комедия    | Най-добър филм – мюзикъл или комедия  | номинация                             |
| Най-добра актриса в мюзикъл или комедия | Франсис Макдорманд                    | номинация                             |
| Емпайър (29 март 2009 г.)               |                                       |                                       |
| Най-добра комедия                       | Най-добра комедия                     | номинация                             |